# Виклебю
Виклебю (на шведски: Vickleby, на шведски се произнася по-близо до Виклеби) е населено място в централната част на шведския остров Йоланд, разположено в община Мьорбюлонга, лен Калмар. Населението на Виклебю е 320 души (към 31 декември 2010).
В центъра на Виклебю се намира главна улица, около която могат да се видят редица исторически паметници, свързани с местната история. В населеното място има и комуна, населявана от художници и средище на течение в изкуството, така наречената „школа на Виклебю“.
Във Виклебю има и пансион, построен през 1910 година, предназначен за място на отсядане на местни и световноизвестни дейци на изкуството.
Около Виклебю се разполагат няколко вятърни мелници, разположени в ред.
В населеното място има и църква, която е построена през 12 век.

## Динамика на населението
Населението на Виклебю е относително постоянно през последните няколко десетилетия .